# Parrotspitze
Die Parrotspitze ist ein 4434 m ü. M. hoher Nebengipfel der Dufourspitze in den Alpen.
Sie steht im Monte-Rosa-Massiv auf der Grenze zwischen Italien und der Schweiz. Talorte sind Zermatt auf der nordwestlichen Seite des Berges und Alagna in der Provinz Vercelli auf der italienischen Seite.

## Geschichte
Benannt ist der Gipfel nach Friedrich Parrot, einem deutschen Physiker, Arzt und Alpinisten, der 1814–1816 das Monte-Rosa-Massiv erforschte.
Im Jahr 1862 stießen am 8. Juli die Briten Hereford Brooke George und George und Adolphus Warburton Moore gemeinsam mit den Bergführern Christian Almer und Matthias Zumtaugwald aus der Schweiz über die Ostwand der Parrotspitze bis zum Abschlussgrat kurz unterhalb des Gipfels vor, kehrten dort jedoch um.
Im folgenden Jahr gelang am 16. August den Bergführern Melchior Anderegg und Peter Perren mit ihren Kunden Reginald S. Macdonald, Florence Crauford Grove, Montagu Woodmass und William Edward Hall die eigentliche Erstbesteigung der Gipfelkuppe über den Westgrat. Ihre Route gilt heute als Normalweg auf den Gipfel.

## Routen
- Der Normalweg folgt der Route der Erstbesteiger über den Westgrat. Ausgangspunkt der Gletschertour ist die Gnifettihütte (3647 m s.l.m.) in Italien, die über die Hütte Rifugio Città di Mantova erreicht wird. Von dort auf meist vorhandener Spur in 2½ Stunden zum Piodejoch (4283 m ü. M.) bei der Ludwigshöhe. Von dort in weiteren 30 Minuten in NO-Richtung auf den Westgrat und über diesen (bis 40° steil) auf den Gipfel. Im Winter und Frühjahr stellt diese Route den gebräuchlichsten Skianstieg dar.
- Auf der Schweizer Seite ist der Westgrat von der Monte-Rosa-Hütte (2795 m ü. M.) aus über den Grenzgletscher erreichbar. Diese Route wird allerdings seltener begangen.
- Aufgrund der geringen Entfernungen im Monte-Rosa-Stock wird die Parrotspitze häufig im Rahmen von Überschreitungen besucht. Ein Beispiel hierfür ist der Aufstieg über den Normalweg und daran anschließend der Abstieg über den Nordostgrat ins Seserjoch (4296 m ü. M.) und von dort der erneute Aufstieg zur Signalkuppe mit der Capanna Regina Margherita. (Auch in umgekehrter Richtung von der Signalkuppe aus zur Gnifettihütte machbar.) Mit wenig Mehraufwand ist es möglich, im Aufstieg von der Gnifettihütte das Balmenhorn, die Ludwigshöhe oder das Schwarzhorn zu überschreiten.

## Galerie

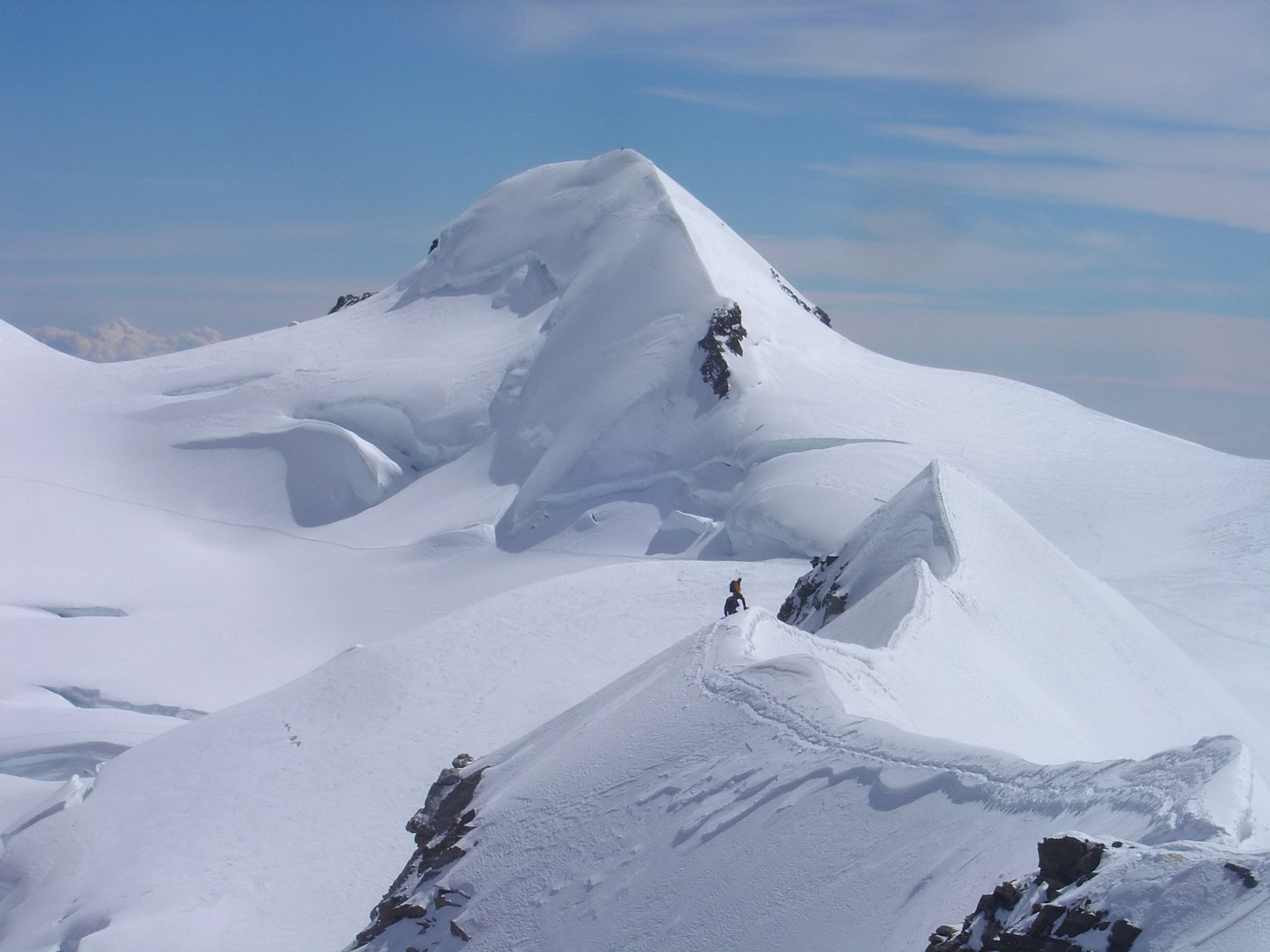
Parrotspitze vom Lyskamm aus gesehen.
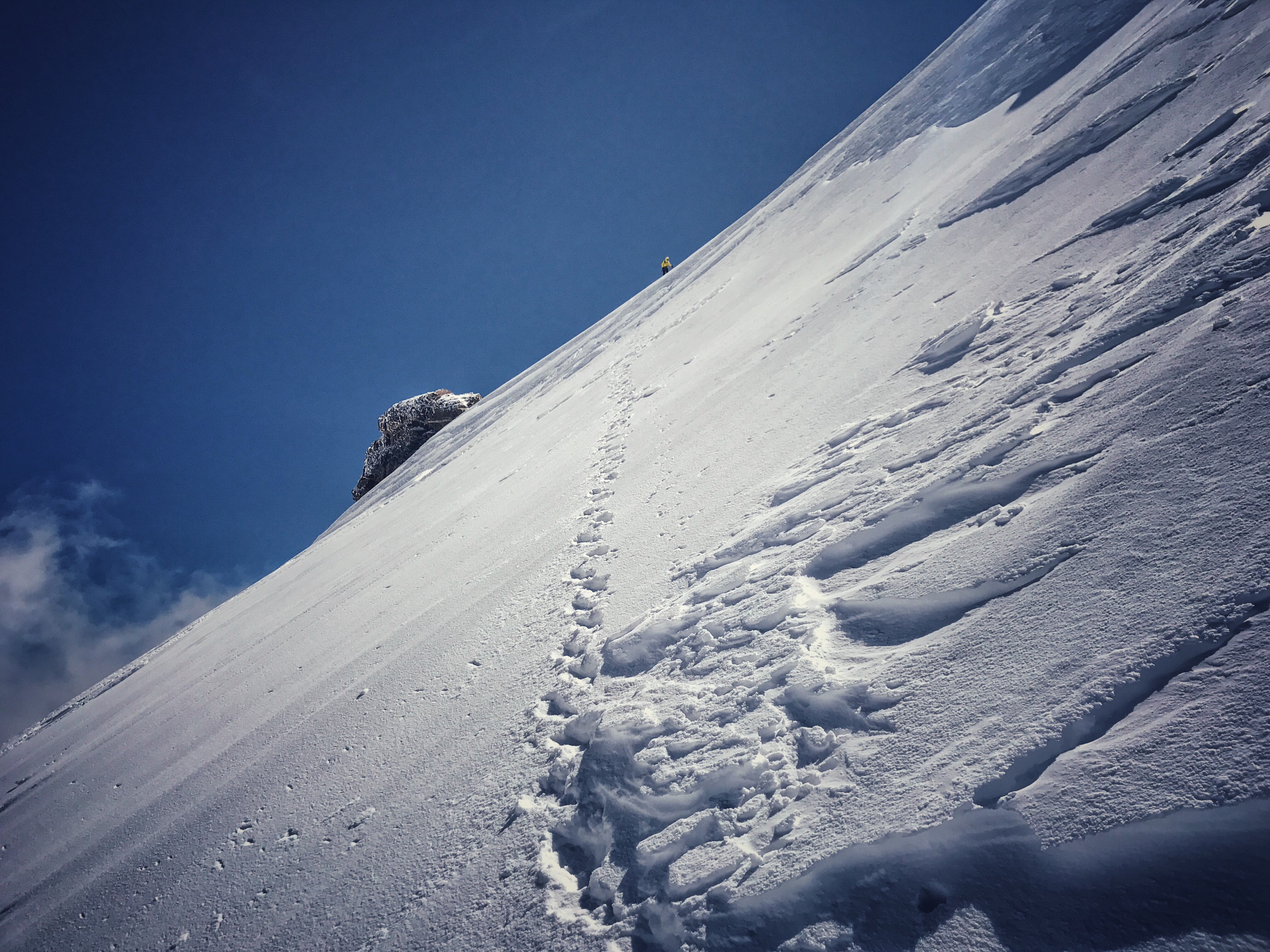
Normalroute nordseitig
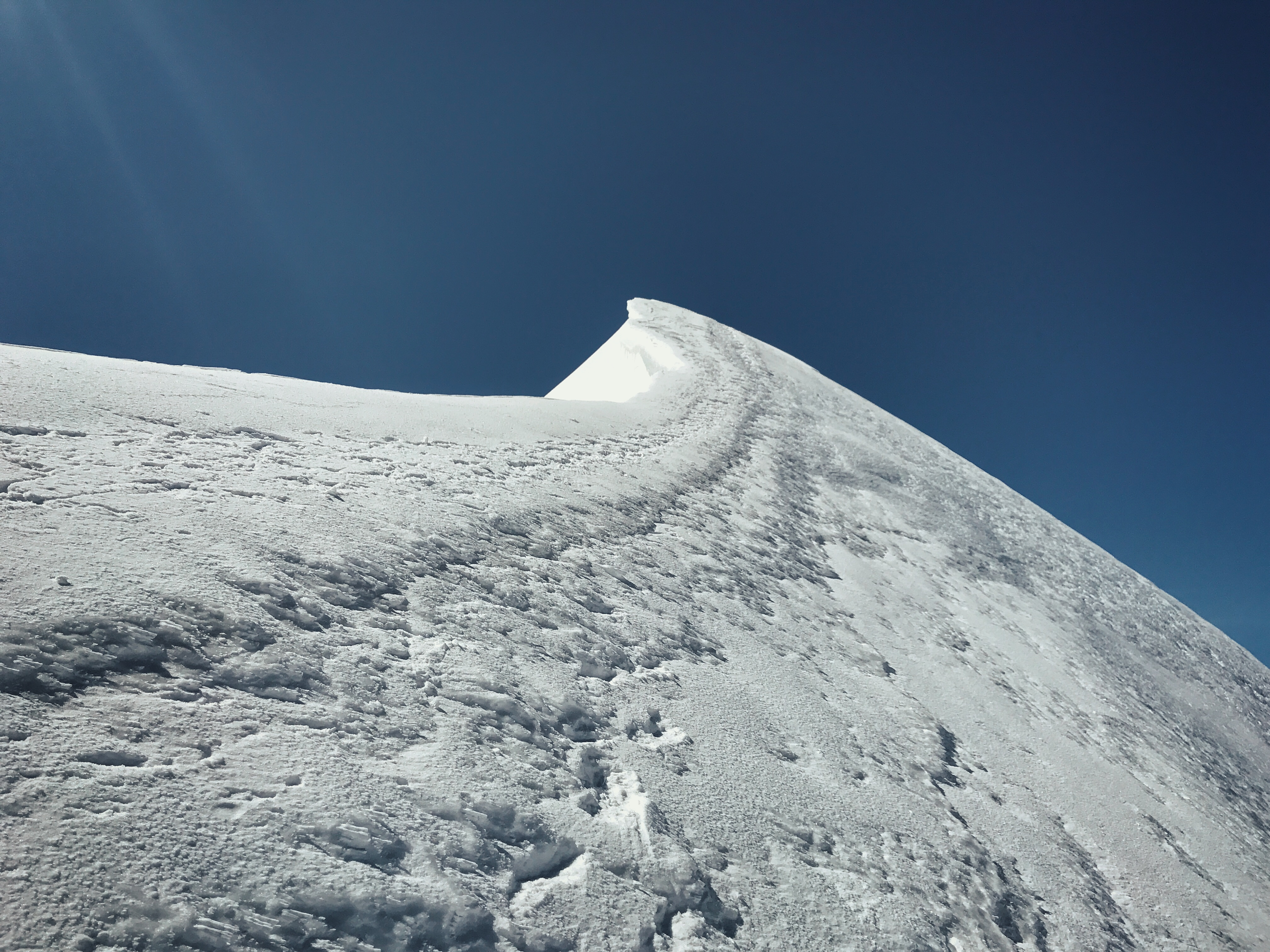
Sicht auf den Gipfel der Parrotspitze
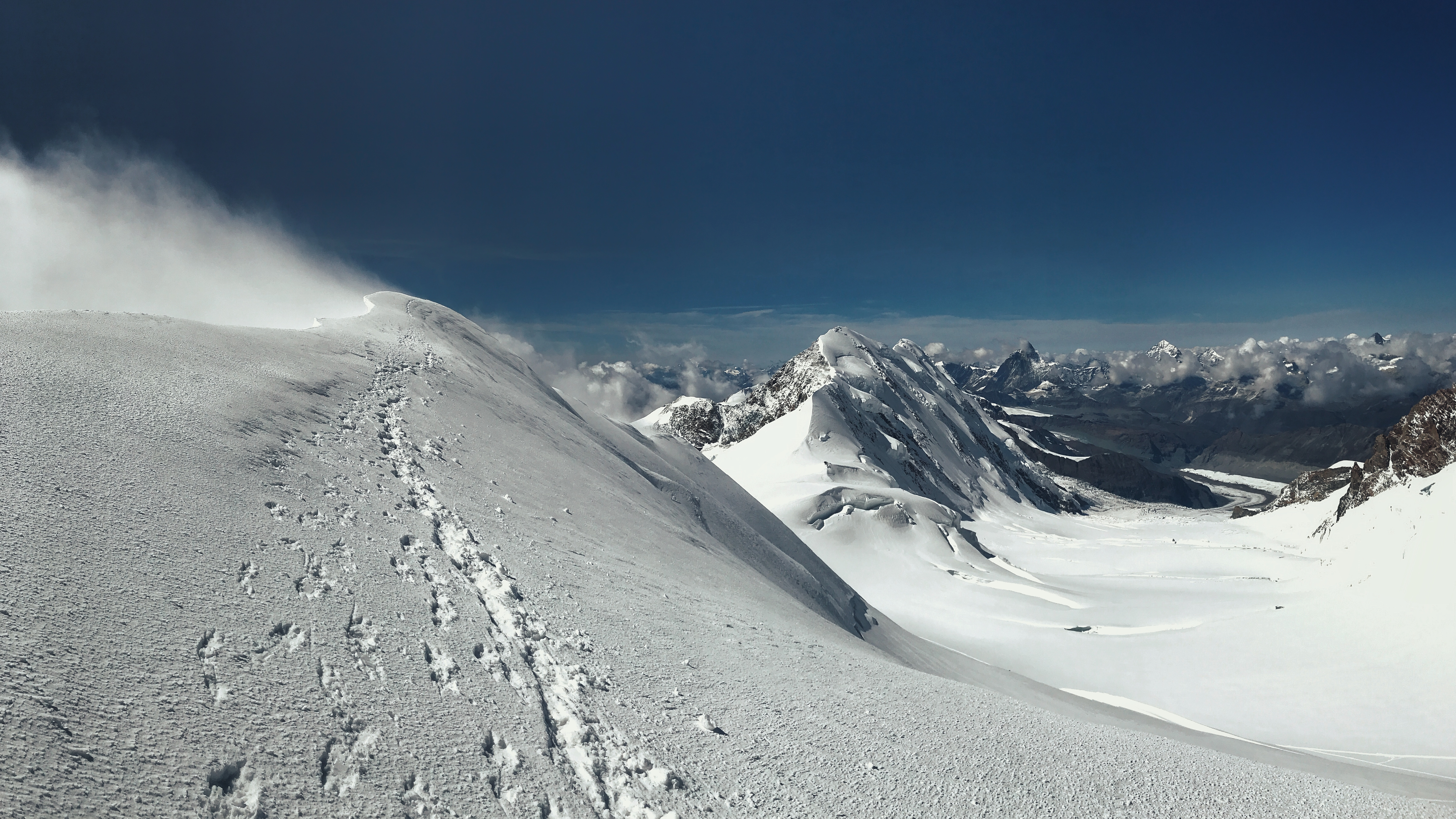
Panorama in Richtung Westen auf dem Gipfel der Parrotspitze
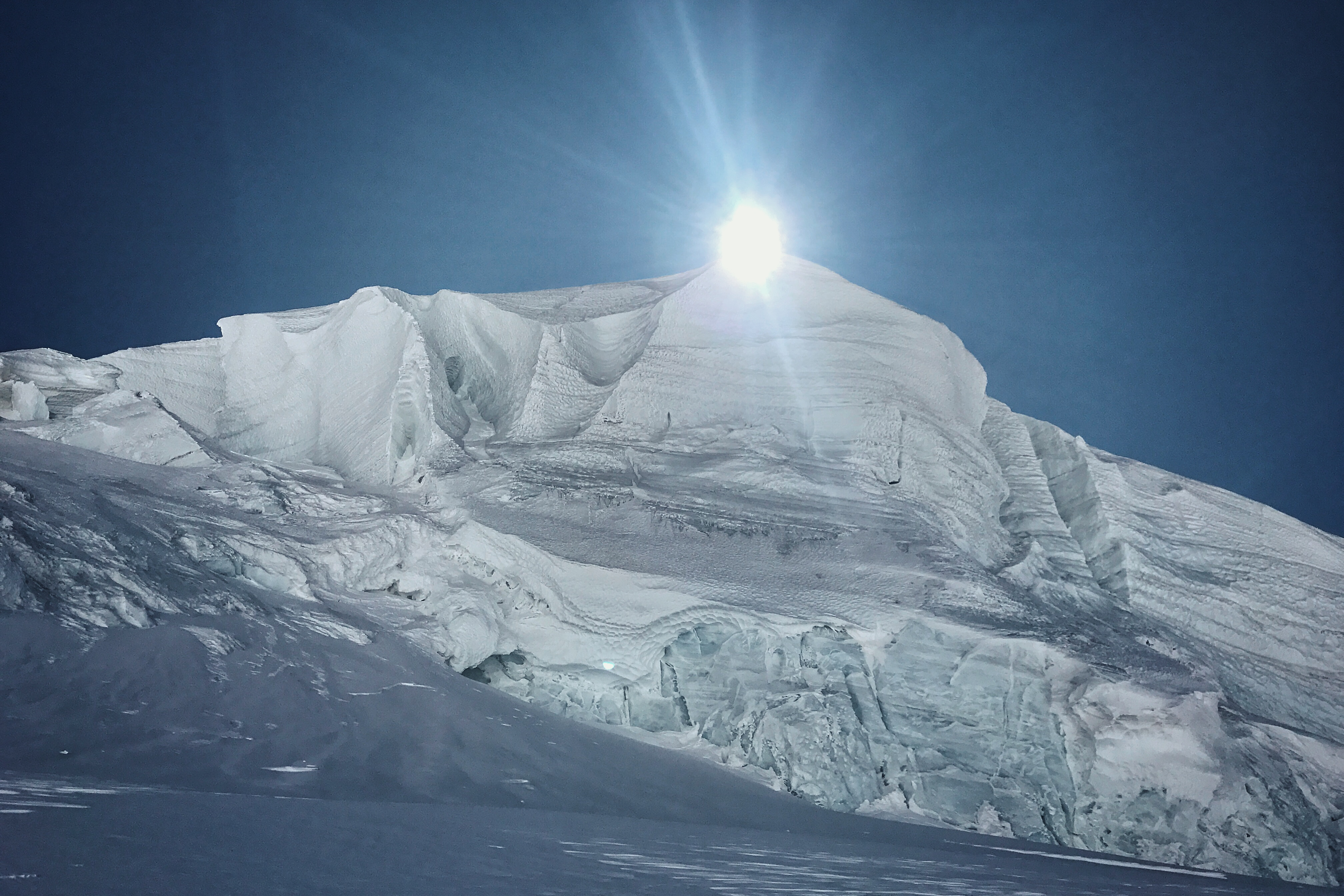
Vergletscherte Nordseite der Parrotspitze